# Marseillan, Hautes-Pyrénées
Marseillan är en kommun i departementet Hautes-Pyrénées i regionen Occitanien i sydvästra Frankrike. Kommunen ligger i kantonen Pouyastruc som tillhör arrondissementet Tarbes. År 2022 hade Marseillan 267 invånare.

## Befolkningsutveckling
Antalet invånare i kommunen Marseillan
| Referens: INSEE |